# Sint Nicolaas
Sint Nicolaas, San Nicolas – miasto w kraju autonomicznym Aruba, należące do Holandii, w Ameryce Południowej. 1 stycznia 2020 r. liczyło 14 175 mieszkańców, należy do dwóch regionów Sint Nicolaas-Noord i Sint Nicolaas-Zuid. Drugie, po Oranjestad miasto Aruby; ośrodek sportów wodnych i kąpielisko morskie; port handlowy i promowy; rafineria ropy naftowej, leży nad Morzem Karaibskim.
Sint Nicolaas to jedyna miejscowość na wyspie, gdzie legalna jest prostytucja.

## Historia
Do ok. 1880 r. miejscowość była nieznaczącą wioską rybacką. 
W związku z odkryciem dużych ilości ropy naftowej w jeziorze Maracaibo w północno-zachodniej Wenezueli, w 1920 r. w Sint Nicolaas amerykańskie przedsiębiorstwo American Oil Company rozpoczęło budowę rafinerii, która cztery lata później została otworzona. Następnie Lago Oil & Transport Co. Ltd. wybudowało port i tym samym miejscowość ze wsi stała się miastem.
Na południe od centrum miasta wybudowano zbiorniki do przechowywania ropy, którą zbiornikowcami przywożono z Wenezueli. Produkowano z niej benzynę, olej napędowy, olej opałowy oraz naftę i statkami eksportowano je do Stanów Zjednoczonych. Od 1938 r. do Wielkiej Brytanii eksportowano nawet 100-oktanową benzynę lotniczą. W tym czasie Aruba i Curaçao posiadały największe rafinerie na świecie. Podczas II wojny światowej tereny przemysłowe miasta zostały zniszczone przez niemieckie i włoskie okręty podwodne, aby zaprzestać z produkcją benzyny dla lotnictwa. W roku 1985 amerykański ExxonMobil zaczął demontować rafinerię. W roku 2012 r. rafineria została zamknięta.

## Sport
Tutejszy klub piłkarski to FC San Nicolas.